# Judith Jamison
Judith Ann Jamison (Filadelfia, 10 maggio 1943 – New York, 9 novembre 2024) è stata una ballerina, coreografa e direttrice artistica statunitense.

## Biografia
Nacque in una famiglia afroamericana a Filadelfia nel 1943, secondogenita dell'ingegnere John Henry Jamison e dell'insegnante di teatro Tessie Bell Brown; si avvicinò alla musica grazie al padre, che le insegnò a suonare il pianoforte e il violino. Cominciò a studiare danza (sia classica che moderna) a sei anni alla Judimar School of Dance di Marion Cuyjet e, durante l'adolescenza, apprese il metodo Cecchetti da Antony Tudor. Dopo le superiori continuò a studiare danza alla Fisk University, che lasciò per la Philadelphia Dance Academy dopo diciotto mesi.
Nel 1964 Agnes de Mille la notò durante una master class e la invitò a danzare per lei in The Four Marys con l'American Ballet Theatre. Successivamente fu notata da Alvin Ailey, che la scritturò per l'Alvin Ailey American Dance Theater (AAADT). Avrebbe danzato con la compagnia per i quindici anni successivi, fino al 1980, se non una breve parentesi trascorsa con l'Harkness Ballet tra il 1966 e il 1967. Danzò inoltre in diverse tournée internazionali della compagnia, diventando un'acclamata interprete dell'opera di Ailey, che nel 1971 coreografò per lei Cry e nel 1976 creò Pas de Duke per lei e Michail Baryšnikov.
Nel 1980 lasciò la compagnia ed esordì a Broadway nel musical Sophisticated Ladies. Nel 1981 iniziò a tenere master class al Jacob's Pillow Dance, nel 1984 esordì come coreografa con Diving per l'AAADT e nel 1988 fondò una propria compagnia, The Jamison Project. Danzò inoltre come ballerina ospite con il San Francisco Ballet, il Cullberg Ballet, il Balletto Reale Svedese e alla Wiener Staatsoper. Nel 1988 tornò all'Alvin Ailey Dance Theater in veste di direttrice associata, per poi diventarne la direttrice artistica l'anno successivo in seguito alla morte di Ailey. In questi anni il suo operato fu riconosciuto con diversi premi e onorificenze, tra cui il Candace Award nel 1990, i Kennedy Center Honors e un Premio Emmy nel 1999, la National Medal of Arts nel 2001, i BET Honors nel 2009 e l'Handel Medallion nel 2010. Avrebbe diretto l'AAADT fino al 2011, firmando per loro anche una dozzina di coreografie originali. Si ritirò nel 2011, lasciando la direzione nelle mani di Robert Battle.
È morta a New York nel 2024 all'età di 81 anni.

## Vita privata
Fu sposata brevemente con il ballerino Miguel Godreau dal 1972 all'annullamento del matrimonio nel 1974.

## Coreografie
- Divining (1984)
- Forgotten Time (1989)
- Rift (1991)
- Hymn (1993)
- Riverside (1995)
- Sweet Release (1996)
- Echo: Far From Home (1998)
- Double Exposure (2000)
- Here... Now (2001)
- Love Stories (con Robert Battle e Rennie Harris) (2004)
- Reminiscin' (2005)
- Among Us (Private Spaces: Public Places) (2009)

## Opere letterarie
- (EN) Dancing Spirit, Doubleday, 1993, ISBN 978-0385425575.